# Centro Nacional para la Investigación Atmosférica
El Centro Nacional para la Investigación Atmosférica (del inglés: National Center for Atmospheric Research; o por sus siglas, NCAR) es un centro de investigación y desarrollo de Estados Unidos financiado con fondos federales, gestionado por la Corporación Universitaria de Investigación Atmosférica (UCAR) y financiado por la Fundación Nacional de Ciencias (NSF). La NCAR tiene múltiples instalaciones, incluyendo las oficinas del Laboratorio de Mesa diseñadas por I.M. Pei en Boulder (Colorado). Entre los estudios en los que se centra la NCAR está la meteorología y la climatología, química atmosférica, interacciones solares-terrestres e impactos ambientales y sociales.